# ジェームズ・グリフィン (第2代グリフィン男爵)
第2代グリフィン男爵ジェームズ・グリフィン（英語: James Griffin, 2nd Baron Griffin、1667年12月15日洗礼 – 1715年10月31日埋葬）は、イギリスの貴族、政治家。

## 生涯
初代グリフィン男爵エドワード・グリフィンとエセックス・ハワード（Essex Howard、1691年2月以降没、第3代サフォーク伯爵ジェームズ・ハワードの娘）の息子として生まれ、1667年12月15日にロンドンで洗礼を受けた。
1684年1月29日、ウェストミンスターの聖マーガレット教会でアン・レインズフォード（Anne Raynsford、1668年頃 – 1707年5月29日埋葬、リチャード・レインズフォードの娘）と結婚、3男2女をもうけた。
- エリザベス（1691年11月30日洗礼 – 1762年8月13日） - ヘンリー・ネヴィル（Henry Neville、1740年没、リチャード・ネヴィルの息子）と結婚。1741年6月9日、初代ポーツマス伯爵ジョン・ウォロップと再婚
- エドワード（1693年 – 1742年） - 第3代グリフィン男爵、子供あり
- ジェームズ - 生涯未婚
- リチャード - 早世
- アン - ウィリアム・ウィットウェル（William Whitewell）と結婚。第4代ハワード・デ・ウォルデン男爵ジョン・グリフィン（英語版）の母

1685年イングランド総選挙でコート派の候補としてブラックリー選挙区から出馬、当選を果たした。同年に陸軍に入隊して大尉になり、1686年に少佐に、1688年12月に中佐に昇進した。1692年に父とともに逮捕されたが、後に保釈され、フランスのサン＝ジェルマン＝アン＝レーに向かった。プロテスタントである父と違いカトリック信者だったものの、1704年までに帰国した。
1710年に父がロンドン塔に投獄されたまま死去すると、その遺産の継承を許可されたが、グリフィン男爵の称号を使用することはなかった。
1715年に死去、10月31日にディングリーで埋葬された。長男エドワードが爵位を継承した。